# 조현래
조현래(趙炫來, 1966년 ~ )는 대한민국의 공무원이며, 제5대 한국콘텐츠진흥원 원장을 지냈다.

## 학력
- 진주동명고등학교 졸업
- 고려대학교 행정학과 졸업
- 중앙대학교 신문방송대학원 졸업
- 한국개발연구원 국제정책대학원 공공정책학과 졸업
- 한성대학교 행정학과 박사 과정을 수료

## 경력
- 1992년 제36회 행정고시 합격
- 2006년 문화관광부 게임산업팀장
- 2009년 문화체육관광부 미디어정책과장
- 2010년 문화체육관광부 기획행정관리담당관
- 2012년 문화체육관광부 저작권정책과장
- 2014년 국립중앙박물관 기획운영단장
- 2017년 9월 ~ 2019년 6월 문화체육관광부 콘텐츠정책국 국장
- 2019년 9월 ~ 2020년 9월 문화체육관광부 관광산업정책관
- 2020년 9월 ~ 2021년 2월 문화체육관광부 국민소통실 실장
- 2021년 2월 ~ 2021년 9월 문화체육관광부 종무실 실장
- 2021년 9월 ~ 2024년 9월 제5대 한국콘텐츠진흥원 원장

## 가족 관계
- 아버지: 조점세 ( ~ 2024년 1월 23일)
- 배우자: 서혜선 - 現 대진대학교 교수